# Список денних метеликів Єгипту
Це список денних метеликів Єгипту. У фауні Єгипту відомо 63 види метеликів, два з яких ендемічні.

## Косатцеві(Papilionidae)
- Papilio saharae

## Біланові(Pieridae)

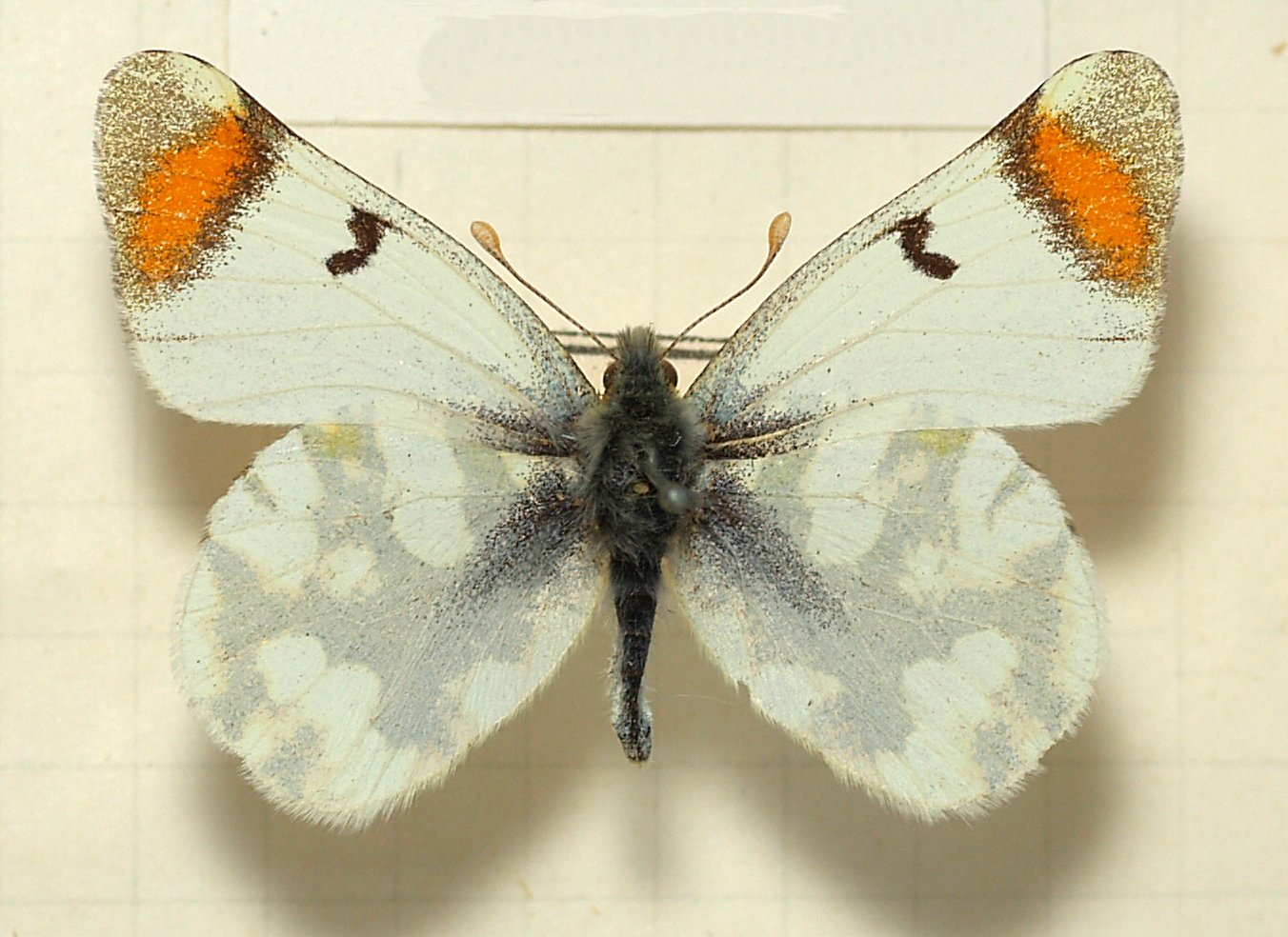
Zegris eupheme

- Belenois aurota
- Calopieris eulimene[1]
- Catopsilia florella
- Colias croceus — жовтюх помаранчик
- Colotis chrysonome
- Colotis danae
- Colotis fausta
- Colotis liagore
- Colotis phisadia
- Colotis protomedia
- Elphinstonia charlonia
- Euchloe aegyptiaca
- Euchloe belemia
- Euchloe falloui
- Pieris brassicae — білан капустяний
- Pieris rapae — білан ріпаковий
- Pontia daplidice
- Pontia glauconome
- Zegris eupheme — зегрис Евфема

## Синявцеві(Lycaenidae)
- Anthene amarah
- Azanus jesous
- Azanus ubaldus
- Chilades eleusis
- Cigaritis acamas
- Cigaritis myrmecophila
- Deudorix livia
- Freyeria trochylus
- Iolana alfierii
- Kretania philbyi
- Lampides boeticus — синявець гороховий
- Leptotes pirithous — синявець Піритой
- Luthrodes pandava
- Lycaena phlaeas — дукачик грянець
- Lycaena thersamon — дукачик Терсамон
- Plebejidea loewii
- Polyommatus icarus — синявець Ікар
- Pseudophilotes abencerragus
- Pseudophilotes sinaicus
- Satyrium jebelia
- Tarucus balkanicus
- Tarucus rosaceus
- Tomares ballus
- Zizeeria karsandra
- Zizina otis

## Сонцевики(Nymphalidae)

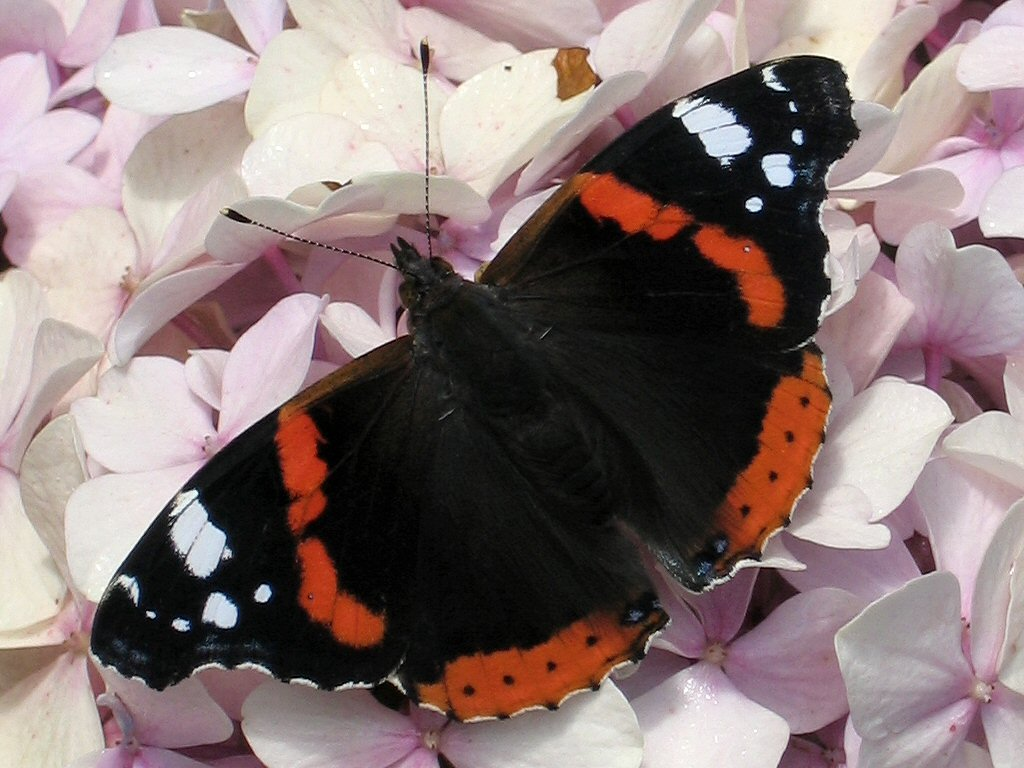
Vanessa atalanta

- Charaxes hansalii
- Chazara persephone — сатир Персефона
- Danaus chrysippus — данаєць Хрисипп
- Hypolimnas misippus
- Junonia hierta
- Melitaea deserticola
- Melitaea trivia — рябець звичайний
- Pseudotergumia pisidice
- Vanessa atalanta — сонцевик адмірал
- Vanessa cardui — сонцевик будяковий

## Головчаки(Hesperiidae)
- Borbo borbonica
- Carcharodus alceae — головчак великий рожаний
- Carcharodus stauderi ambigua
- Carcharodus stauderi ramses
- Gegenes nostrodamus
- Gomalia elma
- Pelopidas thrax
- Sarangesa phidyle
- Spialia doris doris
- Spialia doris amenophis